# 佟振合
佟振合（1937年9月1日—），男，山东梁山人，中国有机化学家，中国科学院理化技术研究所研究员。曾任中国科学院感光化学研究所所长。

## 生平
佟振合是山东省梁山县人。1963年毕业于中国科学技术大学高分子化学和物理系。1983年获美国哥伦比亚大学博士学位。1999年当选为中国科学院院士。